# Мартен, Жан-Батист
Жан-Бати́ст Марте́н (фр. Jean-Baptiste Martin; 1659, Париж — 1735, Париж) — французский живописец батального жанра. Имел прозвания «Мартен Битв» (Martin des batailles) и «Мартен Гобеленов» (Martin des Gobelins). Выполнял заказы королевского двора, создавая не только живописные произведения, но и картоны для шпалер. Некоторое время возглавлял знаменитую парижскую Мануфактуру гобеленов. Ученик Адама ван дер Мейлена.

## Биография
В юности Жан-Батист Мартен изучал физику и математику у Филиппа де Ла Ира, затем фортификацию: был направлен рисовальщиком к знаменитому военному инженеру Вобану, который рекомендовал его Людовику XIV. Король назначил Мартену пенсию. В обязанности Жана-Батиста Мартена с 1688 года в сотрудничестве с Адамом Франсом ван дер Мейленом, «первым художником королевских завоеваний», было следить за сражениями короля.
Впоследствии король назначил Мартена управляющим королевской Мануфактурой гобеленов вместо ван дер Мейлена, умершего в 1690 году. Мартен создавал картины и росписи для многих королевских резиденций, так он стал одним из авторов декоративных росписей во дворце Версаля, изображающиx победные сражения короля. К художнику обратился герцог Леопольд I Лотарингский. По его заданию Мартен реорганизовал фабрику по производству шпалер в Нанси (Лотарингия). В это же время он создал серию из двадцати картин, посвященных деяниям Карла V, для галереи Люневильского дворца.

## Семья
Младший брат Жана-Батиста — Пьер-Дени Мартен (1663—1742), известный как «Мартен Младший», также учился у ван дер Мейлена и стал известным художником. В отличие от старшего брата, Пьер-Дени специализировался на изображении королевских замков. Двоюродным братом Жана-Батиста, по сведениям А.-Ж. Дезалье д’Аржанвиля, был живописец Пьер-Дени Мартен. У Мартена Старшего был сын, также названный Жаном-Батистом, часто называемый «Мартен-юный» или «Мартен-сын». Он пошёл по стопам отца и дяди, учился живописи и стал известным гравёром.

## Галерея

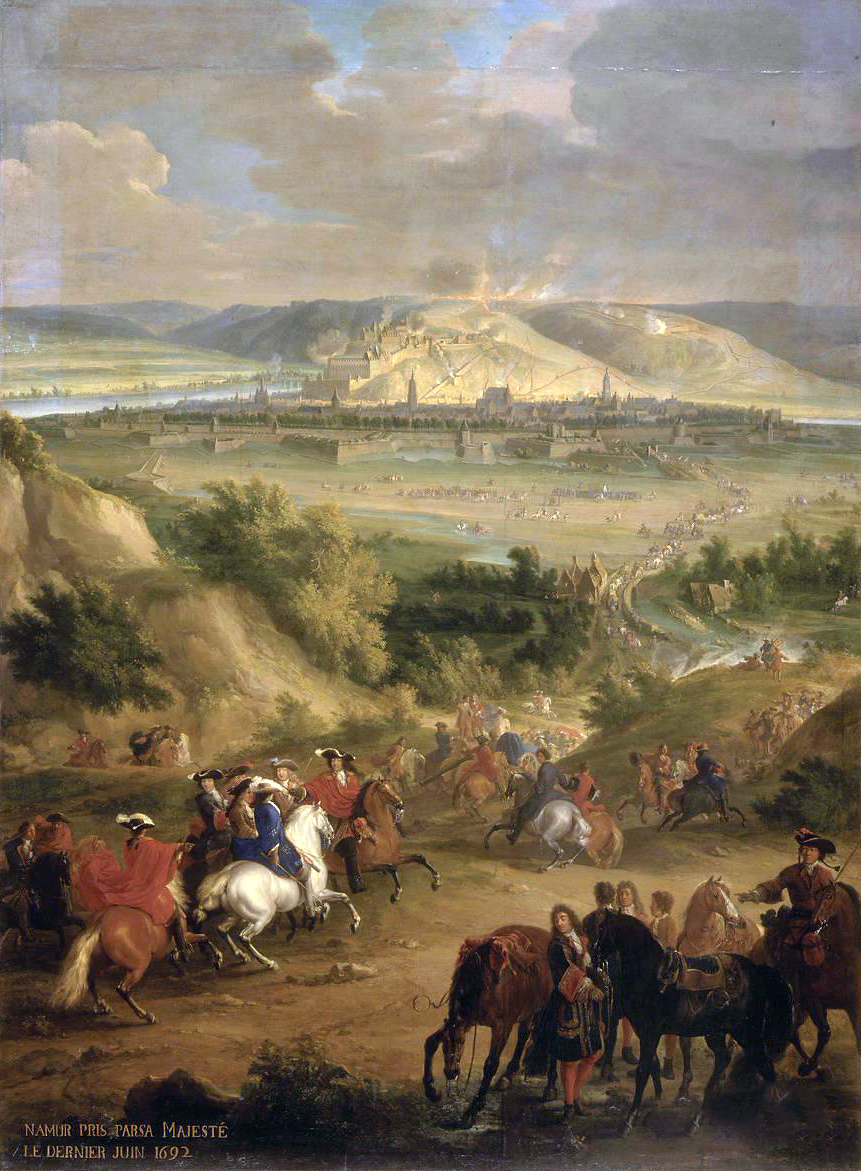
Осада Намюра, 30 июня 1692 года. 1693. Холст, масло. Версаль
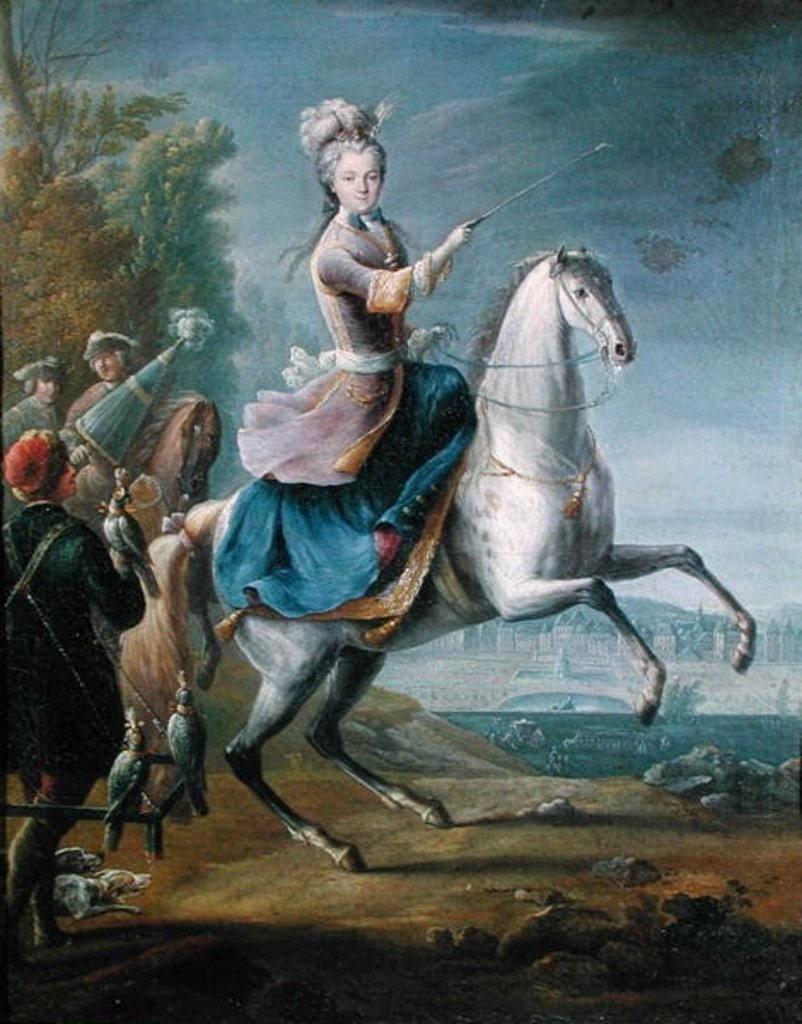
Конный портрет Марии Лещинской у замка Фонтенбло. Ок. 1725. Холст, масло. Музей замка Ско
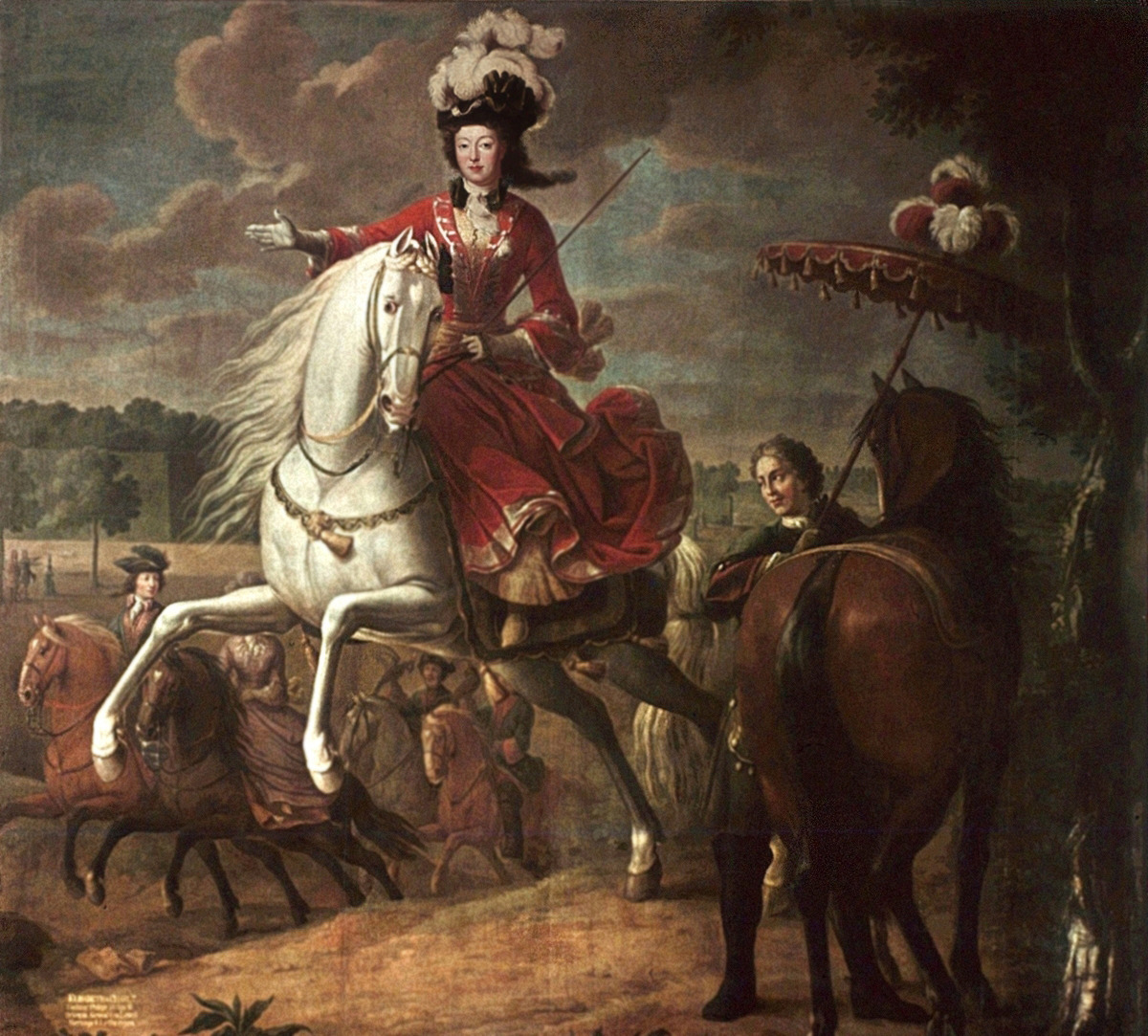
Конный портрет Элизабет Шарлотты Орлеанской. Между 1701 и 1725. Холст, масло. Хофбург, Инсбрук
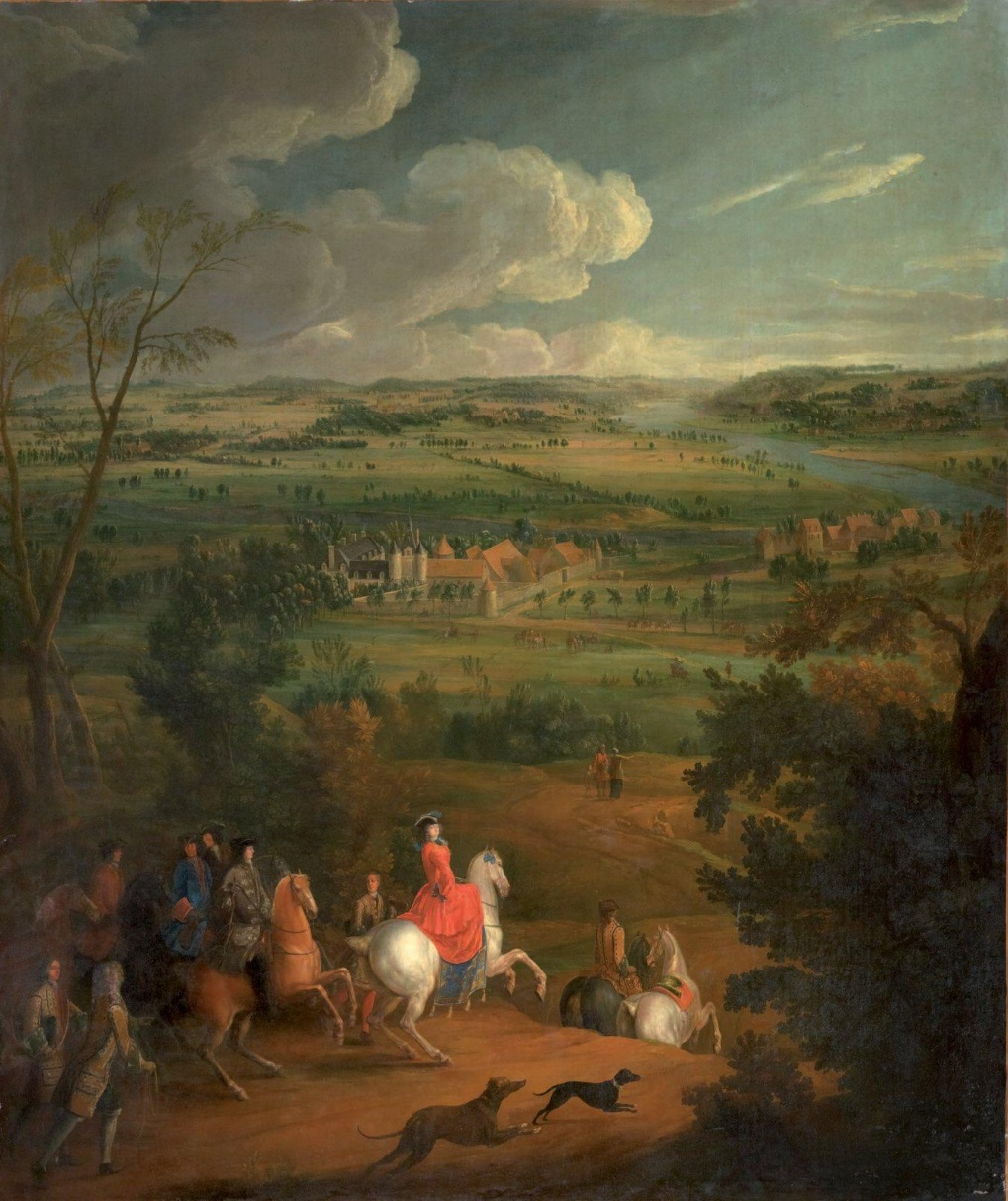
Принцесса Луиза Аделаида де Бурбон на коне. Холст, масло. Частное собрание
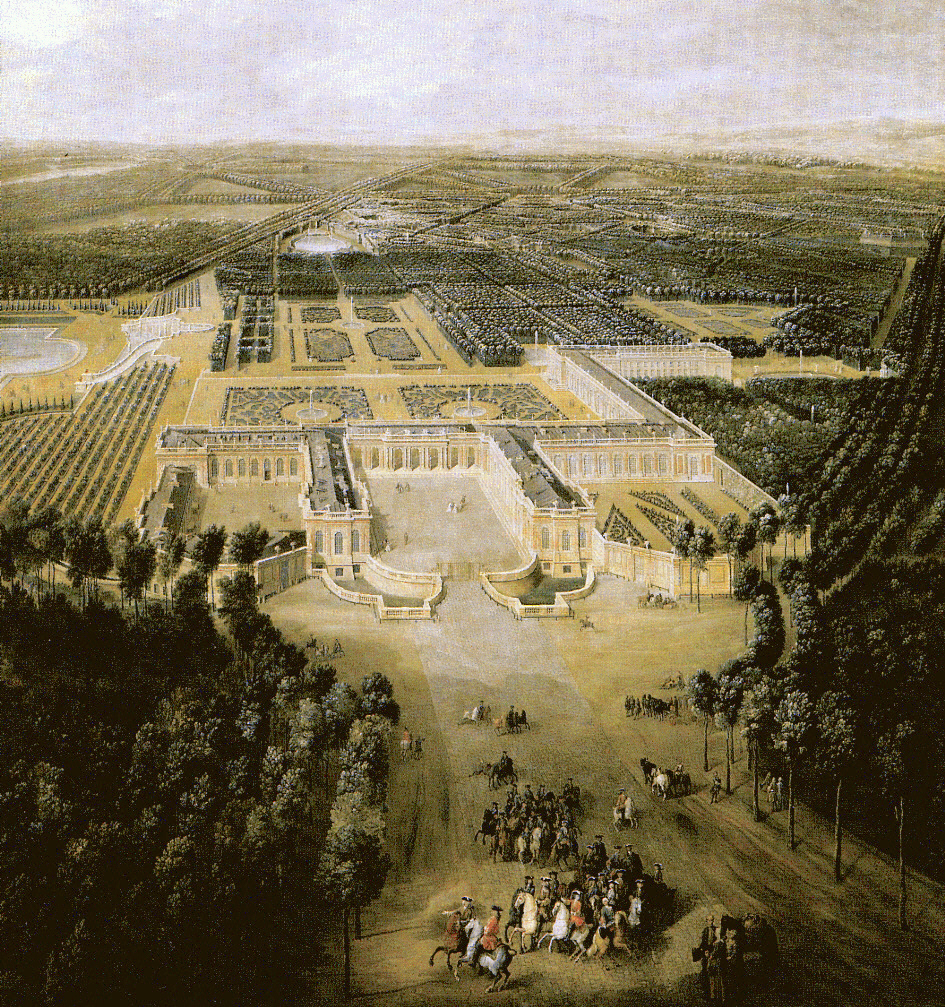
Вид на Большой Трианон со стороны проспекта (Людовик XV в юности на прогулке верхом у дворца Большой Трианон). 1724. Холст, масло. Версаль
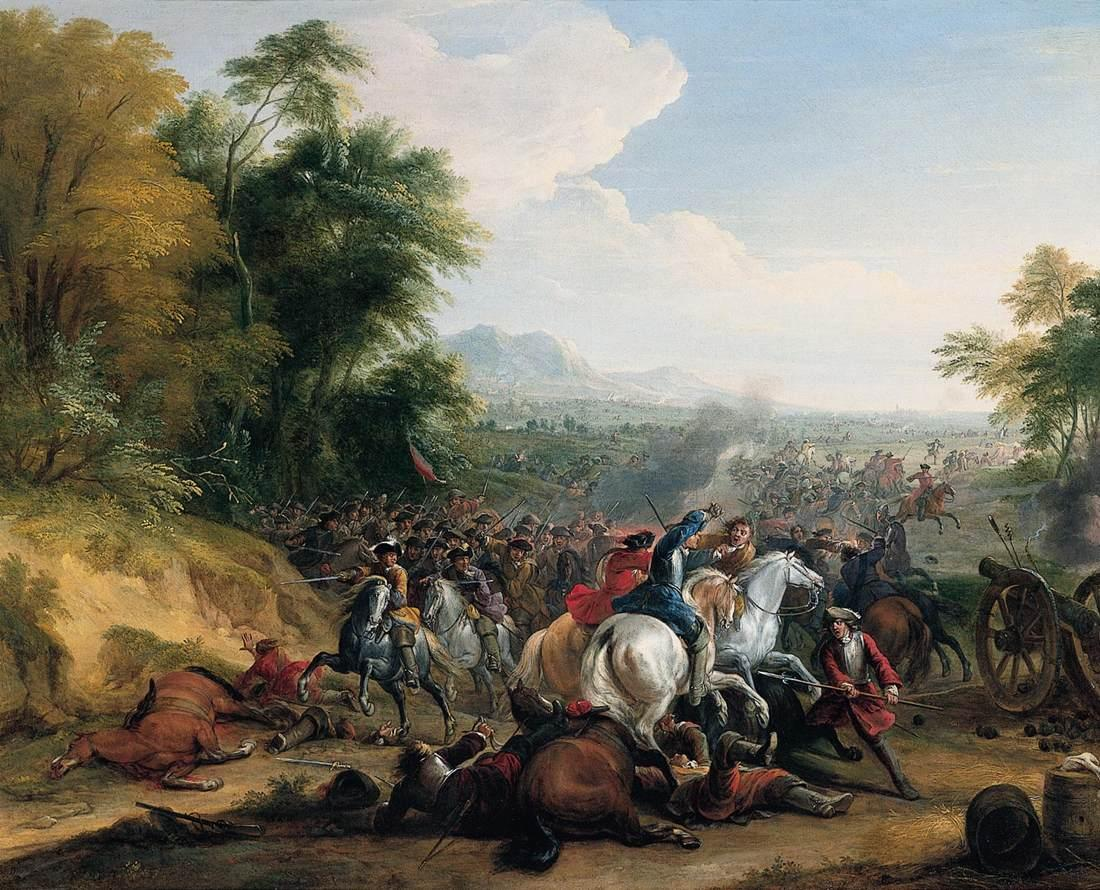
Кавалерийская атака. 1690-е. Холст, масло. Частное собрание

## Наиболее известные произведения
- «Осада», 1690-е, Музей изящных искусств Марселя
- «Осада Эра», 1690-е, галерея господина ле Пренса, музей Конде, Шантийи
- «Осада Сенефа», 1690-е, галерея господина ле Пренса, музей Конде, Шантийи
- «Осада Намюра», 1692 год, полотно предназначалось для Шато-де-Марли, Музей искусства и археологии Периглоа[фр.], Перигё
- «Вступление Людовика XIV в Ипр», 1690-е, Музей Шартрез в Дуэ[фр.]
- «Ассамблея Королевской академии живописи и скульптуры», между 1710 и 1720 годами, Лувр
- «Осада Белграда», после 1717 года, Руанский музей изящных искусств
- «Коронация Людовика XV 25 октября 1722 года», 1735 год, Версаль
- «Мост Турель в Орлеане», 1690 год